# 世直しの戦争
世直しの戦争（よなおしのせんそう、英: War of the Regulation）は、ノースカロライナで起こった暴動であり、概略1764年から1771年まで続いた。ほとんどが下層階級の市民が腐敗した植民地の役人に対して武器を取り立ち上がった。暴動そのものは不成功だったが、アメリカ独立戦争の触媒になったと考える歴史家もいる。

## 原因
1764年、ノースカロライナの西部、主にオレンジ郡、アンソン郡およびグランビル郡の数千の人々が、植民地の裕福な役人達は残酷で独断的、専制的でさらに腐敗していると考え、極端に不満を募らせていた。税金は裁判所に裏づけされる地方保安官が徴収し、裁判所と保安官がその地方を牛耳っていた。役人の多くは貪欲であるとみなされ、その個人的な利益のためにはしばしば他の地方役人と結託した。全体の仕組みは地方役人の誠実さに依存していたのに、役人の多くは財物を強要していた。徴集された税金はしばしば直接に徴収人を富ませた。当時の保安官は市民にさらに税金を課するためにその徴集した税金の記録を意図的に除去していた。その仕組みは各地の役人の支持を失うことを恐れる植民地総督に是認されていた。この政府の仕組みを排除しようという試みは、世直し家 (Regulator)の反乱とか、世直しの戦争あるいは世直し家戦争と呼ばれることになった。最も影響の大きかった地域はローワン、アンソン、オレンジ、グランビルおよびカンバーランドの各郡であったと言われている。ほとんどの参加者がサウスカロライナ人口の過半数を占める下層階級市民の闘争であり、人口の5％程でしかない富裕な支配層が政府のほぼ全体を握り続けていた。サウスカロライナの富裕層は植民地開拓初期から大農場、プランテーションを経営する東部に多く、西部は後から移民してきた貧農、小農が多くてかつ人口が増えつつあるという地域間格差と、そこからくる対立という問題もあった。
世直し家の主目的は民主的な政府を形成し、全市民の間に平等に富を分配することであった。当時ノースカロライナを支配していた富裕な事業家や政治家はこの動きを彼らの権力に対する重大な脅威と見なした。結果的に支配層が民兵隊を動員して反乱を潰し、反乱指導者を処刑した。当時オレンジ郡に済んでいた8,000人の住民のうち、6,000ないし7,000人が世直し家を支持していたと推計されている。
「世直し家戦争」はアメリカ独立戦争の初期行動の一つと考える者もいるが、これは腐敗した地方役人に対する反抗であり、国王すなわちイギリスに対するものではなかった。実のところ、世直し家に反対したウィリアム・フーパー、ジェイムズ・ロバートソンおよびフランシス・ナッシュなど多くがアメリカ独立戦争中は愛国者すなわち独立推進派となり、一方多くの取締者がロイヤリストすなわちイギリス忠誠派になった。

## 世直し家
ハーマン・ハズバンドが世直し家の非公式指導者の一人となった。ハズバンドは元々メリーランドの出身であり、クェーカー教徒の家に生まれていた。ハズバンドの作戦で主要な流れの一つは、地方保安官の影響を受けることの少なかったノースカロライナ東部との良好な関係を築こうとしたことだった。ハズバンドは規則的な間隔で小規模の暴力行為を起こすことで大衆の同調を得ようという方針だったが、これに概して反対する世直し家集団の制御はほとんどできていなかった。
世直し家のもう一人の指導者はジェイムズ・ハンターだった。ハンターはハズバンドがアラマンスの戦い前に去った後で、世直し家達の指揮を執ることを拒んだ。
ベンジャミン・メリル大尉が約300名の部隊を支配下に置き、ハンターの後で軍事的な支配権を取ろうとしたが、アラマンスの戦いには参戦できなかった。

## 対立者
アーサー・ドブズ総督は、『ヒーレンド(H'elend)の貿易と改良』や『ミドルトン船長の防衛』のような当時人気のある作品の著者であり、その1765年の死までノースカロライナ総督を務めた。
ウィリアム・トライアン総督はドブズ総督の死後にその職を継いだ。トライアンはニューバーンに1770年に建てられた過度に贅沢な家（現在、トライアン宮殿と呼ばれている）を持っており、既に少なからぬ税金を払っていた世直し家の数多い敵意の一つになった。世直し家のウィリアム・バトラーは「我々はエディフィス（大邸宅）すなわち総督の家のために、次の3年間税金を払わないこと、さらにその先も払わないことを決めた」と言ったと伝えられている。
ジョサイア・マーティンは反乱の終了直後にトライアンの職を継いだ。その政策は元世直し家達の負担を和らげ、社会に復帰することを助けた。
エドマンド・ファニングは世直し家達にとって主要な対立者だった。イェール大学を出ており、その友人からは規律が正しく態度がしっかりしていると一般に見なされていた。オレンジ郡で多くの政治的役職を抱えていた。金を使い込んだことで（フランシス・ナッシュとともに）有罪とされたが、少額の科料で済まされた。

## 戦争
暫くの間小さな暴力行為が主に不満のはけ口として起こっていた中で、最初の組織的紛争は1765年のメクレンバーグ郡で起こった。この地域に不法に居た開拓者達が土地の区画整理を割り当てられた地域測量士を追放した。ほとんど全ての西部にある郡部で次の数年間小さな戦闘が続いたが、戦争中の真の戦闘と言えるのは1771年5月16日のアラマンスの戦いであった。
総督とその軍隊は1,000名以上の兵士とおよそ150名の士官がおり、5月9日にヒルスボロに到着した。これと同時にトライアン総督を支持するウォッデル将軍がその236名の分遣隊とともに行軍中に世直し家達の大部隊に遭遇した。ウォッデルは自隊が数で負けていると認識しソールズベリーに撤退した。5月11日、トライアンは伝令から撤退の報告を受け、ウォッデルを支援するための部隊を派遣した。トライアンは意図的にその部隊が世直し家達の支配地域を通る道を選んだ。部隊の者には略奪も損壊もしてはならないと厳しく言いつけていた。5月14日までに、トライアンの部隊はアラマンスに到着し、キャンプを張った。その基地の守りに約70名を残し、残りの約1,000名を少し下回る部隊を世直し家達を探すために移動させた。約10マイル (16 km)離れて、約2,000名の世直し家達が明確な指揮系統もなく補給もないままにおもに力を誇示するために集まっており、もちろん常備軍ではなかった。世直し家達の一般的な戦略は、総督に彼らの要求を容れさせるために優越する数を見せて総督を怖がらせることであった。最初の衝突は5月15日のことであり、世直し家達のはぐれものの1隊が総督の民兵のうち2人を捕虜にした。トライアン総督は世直し家達に対して、彼らが諸手を挙げて反乱を行っており、もしここで解散しなければ然るべき処置を採ると知らせた。世直し家達はその陥っている危機の深刻さを理解できず警告を無視した。トライアン総督は、その兵士達が躊躇っていたにも拘わらず、5月16日にロバート・トンプソンを射殺することでアラマンスの戦いを始めたと言われている。トンプソンは戦いの最初の死者になった。世直し家達の抵抗はほとんど直ぐに崩壊した。世直し家達のメリル大尉が戦場に着いたときは既に遅かったと考えられている。戦闘は総督軍に9名の戦死者を出し、世直し家達もほぼ同数を出したところで終わった。実際上、戦闘で捕まった者は皆、王室への忠誠を誓うことで特赦された。しかし、7名の世直し家達は蜂起に加わった廉で処刑された。

## その後
この戦闘の後で、トライアンの民兵隊は世直し家達の支配地域を行軍し、世直し家達やその同調者には忠誠の誓いに署名させ、最も活動的であった世直し家達の財産は破壊した。また、戦後幾つかの裁判が行われて、1771年6月19日にヒルスボロで6名の世直し家達が絞首刑になった。主要な指導者の多くは1772年まで隠れ続け、この頃にはもはやお尋ね者とは考えられなくなった。
多くの世直し家達がテネシーなどさらに西方の地に逃れ、シカモア・ショールズ、現在のテネシー州エリザベストンでアメリカの大地では最初の独立共和国であるワトーガ連合、およびもう一つの短命共和国でアメリカ合衆国への加盟に失敗したフランクリン国を設立してその名が知られた。
「レギュレーター」はジミー・カーターの歴史小説『スズメバチの巣』（2003年出版）の重要な登場人物である。